# Cycle du rêve
Le Cycle du rêve (titre original : Dream Cycle) est l'un des trois cycles majeurs d'œuvres de fiction de H. P. Lovecraft, les deux autres étant le Mythe de Cthulhu et les Histoires macabres. Bien souvent négligé au profit du Mythe de Cthulhu, ou considéré par certains comme partie intégrante de ce dernier, le Cycle du rêve s'en distingue de par son unité de personnages et de lieux, caractérisée par les éléments suivants :
- un panthéon unique de dieux terrestres connus comme les « Dieux Anciens » et les « Dieux Extérieurs » ;
- un milieu constant, les Contrées du Rêve,  qui inclut les bois enchantés, Ulthar et Celephais ;
- des personnages récurrents comme Randolph Carter, Richard Pickman ou le roi Kuranes.

Les premières histoires du cycle du rêve, comme Les Chats d'Ulthar ou La Malédiction de Sarnath, sont contées comme si elles se déroulaient dans le monde de l'éveil. Ces histoires sont incluses dans le cycle du rêve, premièrement parce qu'elles décrivent des endroits et des personnages qui sont référencés dans les histoires ultérieures du cycle, comme La Quête onirique de Kadath l'inconnue. Quelques-unes des histoires de Lovecraft comme Polaris sont structurées de manière similaire au cycle du rêve encore qu'elle semblent se dérouler dans un monde réaliste, rendant ardue la classification des histoires de Lovecraft.

## Personnages

### Randolph Carter
C'est le personnage le plus fréquemment rencontré dans le cycle, apparaissant sous une forme ou une autre dans Le Témoignage de Randolph Carter (1920), La Quête onirique de Kadath l'inconnue, (1926), La Clef d'argent (1929), À travers les portes de la clef d'argent (1934) ainsi que dans L’Indicible (1925) qui n'appartient pas cependant au cycle du rêve. Le personnage est également mentionné dans L'Affaire Charles Dexter Ward.
Carter peut être vu comme l'un des alter ego de l'auteur car il partage des idées similaires (affectionne les chats par exemple) et souffre, comme lui, de cauchemars récurrents.

## Histoires et romans relatifs aux contrées du rêve
- Démons et Merveilles - Recueil des aventures de Randolph Carter dans le monde du rêve
- Polaris
- Le Bateau blanc
- La Malédiction de Sarnath
- L'Arbre
- Les Chats d'Ulthar
- Les Autres dieux
- Céléphaïs
- La Quête d'Iranon
- La Quête onirique de Kadath l'inconnue

Les huit premières nouvelles figurent dans le recueil Dagon